# Diego Pacheco (gobernador)
Diego Pacheco (Talavera de la Reina, España, 1521 - ?) fue un militar y conquistador español, gobernador del Tucumán entre 1567 y 1569.

## Biografía
Diego Pacheco fue un noble español, nacido en 1521 en Talavera de la Reina. Llegó a América hacia 1540 y se desempeñó honrosamente en la conquista y en las guerras civiles entre Francisco Pizarro y Diego de Almagro. El virrey Conde de Nieva recompensó sus servicios con una encomienda de aborígenes en el Cuzco y luego fue designado corregidor de la Real Audiencia de Charcas.
En 1566 ese Tribunal le solicitó se hiciera cargo de la Gobernación del Tucumán y juez en comisión para juzgar los culpables de los conflictos y levantamientos, entre los cuales se encontraba Francisco de Aguirre. Pacheco no quería cambiar su cómodo corregimiento por la pobre Gobernación del Tucumán. Sin embargo, el licenciado Lope García de Castro, presidente de la Real Audiencia de Lima le escribió empeñándole para que aceptara. Por esto, recibió tres privisiones:
1. Administrar la provincia en calidad de gobernador, capitán general y justicia mayor, castigar a los indígenas que despoblaron la ciudad de Córdoba de Calchaquí y reedificarla donde lo creyera más conveniente;
2. Hacer justicia a los que rindieron a Francisco de Aguirre, usurpando la autoridad real;
3. Estaba autorizado a perdonar a los culpables.

Cuando se enteró de que Francisco de Aguirre había sido liberado de culpa y cargo y regresaba a Santiago del Estero con el título de gobernador, en noviembre de 1569 Pacheco resolvió regresar a Charcas por otro camino para no cruzarse con el viejo conquistador.

## Gobierno del Tucumán (1567-1569)
Duró solo dos años y medio en sus funciones, ya que Francisco de Aguirre fue repuesto en el cargo por el propio rey. Durante su gestión se oficializó, el 15 de agosto de 1567, la fundación de Nuestra Señora de Talavera de Esteco, en la margen izquierda del río Salado, a mitad de camino entre las actuales ciudades de Salta y Santiago del Estero. Lo hizo sobre la base de una población fundada previamente, denominada Cáceres.
Pacheco dispuso que Santiago del Estero y San Miguel de Tucumán contribuyeran en la construcción; envió pobladores, aportó recursos, trajo ganado desde Perú y dominó a los aborígenes de la zona. Si bien ese fue su nombre, Nuestra Señora de Talavera, se la conoció más como Esteco por ser ese el nombre de la comarca en la que fue fundada. Este poblado poco tiempo después desapareció para luego ser refundado en 1592.
En 1567 era alcalde ordinario Santos Blázquez y en 1569 Francisco de Carvajal.
Pacheco repartió los naturales de su distrito entre sesenta vecinos. Su gobierno fue tranquilo aunque con períodos en que se padeció miserias. En dos ocasiones envió al Alto Perú grandes cantidades de ganado y telas para traer a cambio productos que se necesitaban. Fueron comisionados para ello Nicolás Carrizo y Luis Chasco, respectivamente, los que fueron acompañados con una fuerte custodia para evitar el ataque de los indígenas.
Otra empresa importante del gobernador Pacheco fue la exploración del río Bermejo, tarea que estuvo a cargo del teniente de gobernador de Talavera, Juan Gregorio Bazán, acompañado de cuarenta hombres.
El 20 de julio de 1567 el oidor Matienzo escribió al Rey desde La Plata, haciéndole saber los grandes perjuicios que ocasionaba tener preso a Francisco de Aguirre, ya que con su ausencia no se continuaban con las expediciones que él llevaba a cabo. Y sugirió que con urgencia se designara un juez para poner término a esa detención.
En 1569 el gobernador elevó al presidente de la Audiencia de Lima un informe sobre la Provincia del Tucumán, Juríes y Diaguitas, con una descripción e indicación de las ciudades levantadas y las distancias que las separaban entre sí y referencia a las ubicadas en las gobernaciones circunvecinas. Paralelamente también en ese año, se produjo la abjuración de Francisco de Aguirre, ante el Santo Oficio de la Inquisición, en el que confesó sus errores y herejías y se arrepintió de sus habladurías y demasías.
Durante ese año, el virrey Francisco de Toledo daba su opinión en el sentido de que estaban disconformes con Pacheco como gobernador. Al ser restituido Francisco de Aguirre en ese cargo, Pacheco abandonó el Tucumán.